# Joseph Karl Anrep-Elmpt

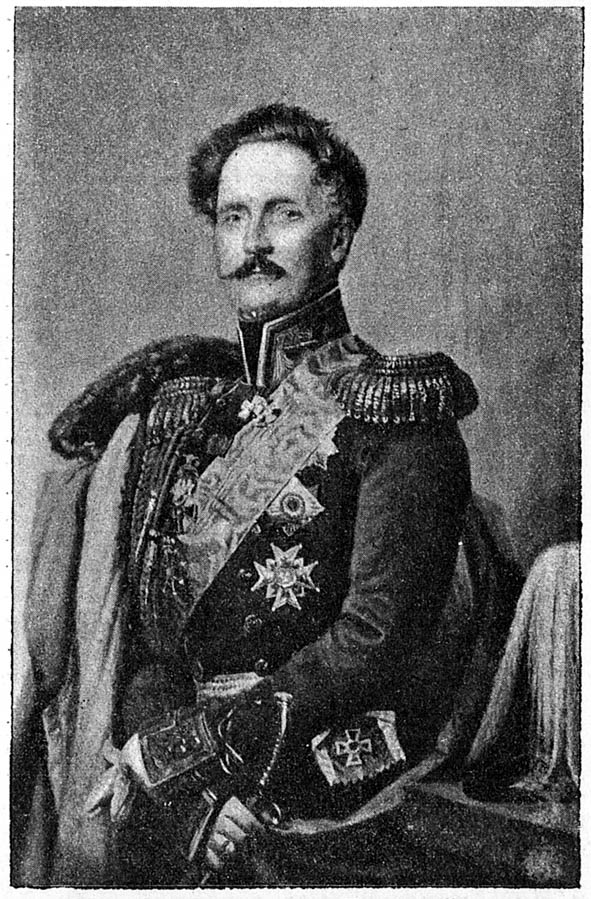
Joseph Karl Anrep-Elmpt

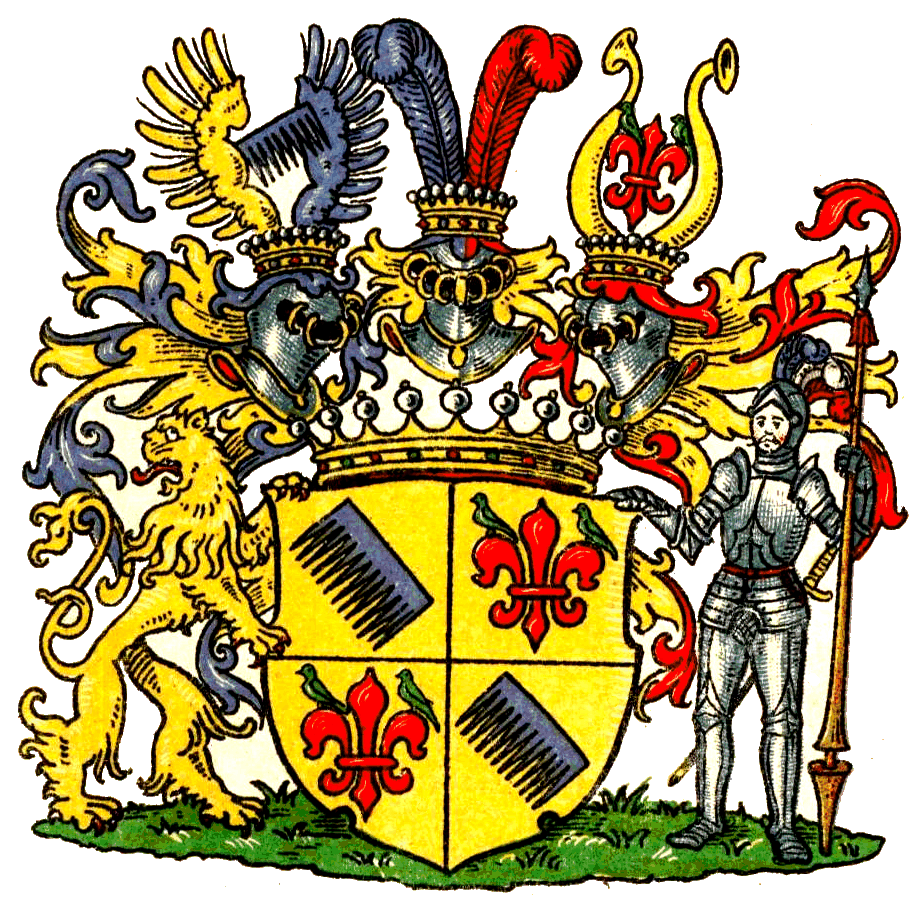
Gräfliches Wappen Anrep-Elmpt (1853)

Herrenhaus Kerstenhof (2005)

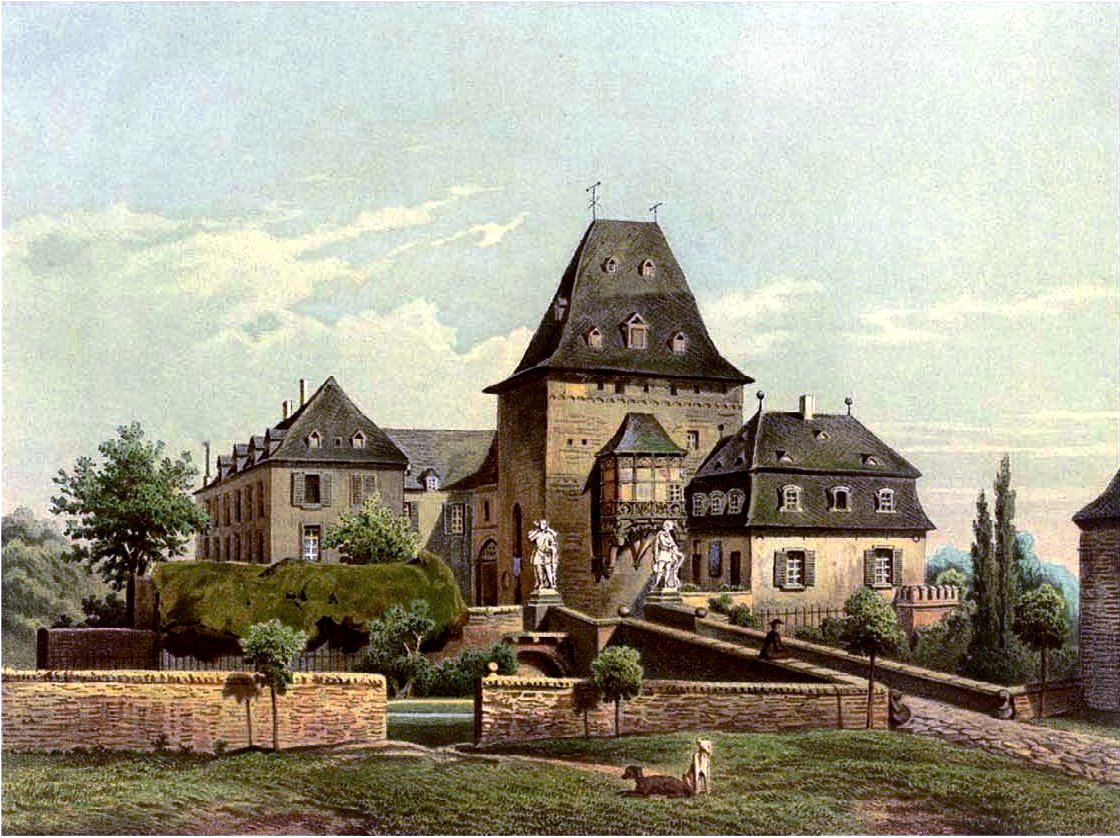
Schloss Burgau, 19. Jahrhundert, Sammlung Duncker

Joseph Karl Anrep-Elmpt (russisch Иосиф Романович Анреп-Эльмпт; * 26. Januarjul. / 6. Februar 1796greg.; † 4. Julijul. / 16. Juli 1860greg. in St. Petersburg) war ein kaiserlich russischer Offizier, zuletzt General der Kavallerie.

## Leben
Karl Joseph Anrep-Elmpt entstammte dem deutsch-baltischen Adelsgeschlecht Anrep. Seine Eltern waren der kaiserlich russische Generalleutnant und livländische Landrat Reinhold von Anrep (1760–1807) und Caroline von Anrep (1757–1824).
Anrep begann seine Laufbahn in der Armee beim Pagenkorps in St. Petersburg und wurde schließlich Kammerpage, bevor er 1815 als Kornett zum Chevalier-Garde-Regiment kam. Im Jahre 1818 wurde er Adjutant des Generals von Diebitsch. Er avancierte 1826 zum Oberst und Kommandanten des Charkov-Ulanen-Regiments. Am Türkenkrieg 1828 und 1829 nahm er teil und wurde bei der erfolglosen Belagerung der Festung Silistra schwer verwundet. Wohl auch dafür erhielt er den St. Georgs-Orden 4. Klasse 1830 und wurde 1831 zum Generalmajor befördert. Im Polenkrieg diente er als Brigadekommandeur und wurde für seinen Einsatz bei der Erstürmung Warschaus mit dem St. Annen-Orden 1. Klasse mit goldenem Ehrensäbel ausgezeichnet.
Nach einer Auszeit vom aktiven Dienst fand er von 1839 bis 1841 als Chef des Bezirks Džary-Belakany und von 1841 bis 1843 als Chef der Schwarzmeer-Küstenlinie Verwendung. 1842 avancierte er zum Generaladjutanten und wurde 1844 zum Generalleutnant befördert. 1849 stand er in Ungarn als Divisionskommandeur im Felde und erhielt für seine Leistungen den Alexander-Newski-Orden. Von 1850 bis 1855 war er Kommandeur der 1. Leichten Garde-Kavallerie-Division und stand 1858 beim russischen Korps in der Walachei. 1860 wurde er letztmals befördert, zum General der Kavallerie.
Seit 1830 war Anrep im Besitz der livländischen Güter Kerstenhof, Murrikatz und Willust, sowie 1833 durch Heirat auch von Burgau im Rheinland.
1853 wurde Anrep einschließlich Wappen- und Namensvereinigung mit dem seiner Frau durch Zar Nikolaus I. in den russischen Grafenstand gehoben. 1854 erhielt er das kurländische Indigenat, wurde also auf der Ritterbank immatrikuliert.

## Familie
Anrep vermählte sich 1833 in Riga mit Gräfin Cäcilie Philippine von Elmpt (1812–1892), Hofmeisterin der Zarin Alexandra, Tochter des Generalleutnants Philipp von Elmpt (1763–1818) und der Oberhofmeisterin der Großfürstin Helena Pawlowna, Anna Magdalena von Baranoff. Da seine Gattin die letzte ihres Geschlechts war, wurde vom dirigierenden kaiserlich russischen Senat erlaubt, eine Namens- und Wappenvereinigung vorzunehmen. Am 1. Juli 1853 wurde dieser Akt von Zar Nikolaus I. genehmigt. Die agnatische Linie des Ehepaars führte fortan den gräflichen Namen von Anrep-Elmpt, erlosch jedoch im Mannesstamm bereits 1888 in der Folgegeneration.
Kinder:
- Reinhold (1834–1888), beschließt sowohl das Grafengeschlecht Anrep-Elmpt als auch das Anrep-Haus Lauenhof-Kerstenshof

⚭I Leontine von Tenner (1838–1910), Tochter des kaiserlich russischen Generals der Infanterie Carl Friedrich Tenner
⚭II Freiin Helene von Stackelberg a.d.H. Thomel (1845–1930)
- Alexandrine (1837–1920)

⚭ 1861 Freiherr Alexander von Budberg, Herr auf Gemauert-Poniemon
- Marie (1843–1925)

⚭I 1872 Graf Heinrich von Keyserling-Rautenburg (1831–1874)
⚭II Graf Spiridion Lusi
⚭III 1903 Antonio Frosini, Marchese di Albinea († 1925)
- Joseph (1844–1880)
- Cäcilie (1847–1928)[2]

⚭ 1863 Graf Hugo von Keyserlingk-Rautenburg (1839–1904)